# Санд-Крік (Вісконсин)
Санд-Крік (англ. Sand Creek) — місто (англ. town) в США, в окрузі Данн штату Вісконсин. Населення — 603 особи (2020).

## Демографія
Згідно з переписом 2010 року, у місті мешкало 570 осіб у 240 домогосподарствах у складі 158 родин. Було 267 помешкань
Расовий склад населення:
| - 98,1 % — білих - 0,5 % — чорних або афроамериканців - 0,2 % — корінних американців |

До двох чи більше рас належало 0,7 %. Частка іспаномовних становила 1,2 % від усіх жителів.
За віковим діапазоном населення розподілялося таким чином: 23,0 % — особи молодші 18 років, 62,3 % — особи у віці 18—64 років, 14,7 % — особи у віці 65 років та старші. Медіана віку мешканця становила 42,7 року. На 100 осіб жіночої статі у місті припадало 100,0 чоловіків;  на 100 жінок у віці від 18 років та старших — 103,2 чоловіків також старших 18 років.
Середній дохід на одне домашнє господарство  становив 64 687 доларів США (медіана — 49 808), а середній дохід на одну сім'ю — 72 083 долари (медіана — 61 250). Медіана доходів становила 46 250 доларів для чоловіків та 45 625 доларів для жінок. За межею бідності перебувало 14,0 % осіб, у тому числі 19,7 % дітей у віці до 18 років та 4,7 % осіб у віці 65 років та старших.
Цивільне працевлаштоване населення становило 314 осіб. Основні галузі зайнятості: освіта, охорона здоров'я та соціальна допомога — 22,6 %, виробництво — 15,6 %, роздрібна торгівля — 10,2 %, науковці, спеціалісти, менеджери — 9,2 %.